# 101 Dalmatiner Teil 2 – Auf kleinen Pfoten zum großen Star!
101 Dalmatiner Teil 2 – Auf kleinen Pfoten zum großen Star! (engl.: 101 Dalmatians II: Patch’s London Adventure) ist eine Direct-to-DVD-Produktion der Walt Disney Company aus dem Jahr 2002. Regie führten Jim Kammerud und Brian Smith. Der Film stellt die Fortsetzung des Films 101 Dalmatiner aus dem Jahr 1961 dar.
Die Zeichnungen und Animationen sind stark an den ersten Film angelehnt, sodass der Eindruck entsteht, er wäre kurz nach dem Vorgänger entstanden. Teile wurden jedoch bereits mit Hilfe von 3D-Modellen animiert. Der Film erschien in den USA im September 2002.

## Handlung
Während Roger, Anita und ihre Hunde sich auf den Umzug aus London aufs Land vorbereiten, eifert der Welpe Patch seinem Vorbild nach, dem Hund Thunderbolt aus dem Fernsehen. Er will wie er ein Held sein. Als er am Tag des Umzugs vergessen wird, begibt er sich zu einem öffentlichen Casting für eine Rolle in Thunderbolts Fernsehserie. Obwohl er sich dort blamiert, landet er neben Thunderbolt als Motiv auf dem Titelbild einer Zeitung.
Cruella de Vil ist unter strengen Auflagen aus dem Gefängnis entlassen worden. Unter anderem ist ihr der Kauf von Pelzen und Pelzkleidungsstücken untersagt worden. Bei einem Spaziergang entdeckt sie zufällig ein Werk in einer Vernissage, das sie magisch anzieht. Es stammt von dem modernen Künstler Lars, einer Anspielung auf Andy Warhol. Sie bittet ihn um eine Sonderanfertigung, einer Variation des Themas „Punkte“. Er kann sie aber nie zufrieden stellen.
Thunderbolts Serien-Sidekick „Lightning“ berichtet Thunderbolt nach der Castingveranstaltung, dass jener demnächst den Serientod erleiden und durch einen anderen Hund ersetzt werden soll. Lightning hat die Idee, dass Thunderbolt reale Heldentaten vollbringen sollte, wodurch er durch die Publicity für seine Produzenten unabkömmlich würde. Thunderbolt begibt sich daraufhin auf Heldentour und nutzt das Serienwissen von Patch, um für jede Heldentat die richtige Vorgehensweise zu finden.
Währenddessen plant Cruella de Vil erneut sich der Dalmatinerwelpen zu bemächtigen. Durch das Titelfoto der Zeitung mit Patch erfährt sie, wo sie sie finden kann. Tags darauf entdecken auch Anita und Roger das Foto und machen sich gemeinsam mit Pongo und Perdita auf den Weg nach London, um Patch zu holen, dessen Abwesenheit noch nicht aufgefallen war.
Cruella de Vil kauft ihre Handlanger Horace und Jasper auf Kaution frei und lässt sie erneut die fast 99 Dalmatinerwelpen von der Farm entführen, um jene zu einer „Leinwand“ zu verarbeiten. Über das „Abendgebell“ erhalten Thunderbolt und Patch den Hilferuf der Entführten und die Gelegenheit für eine echte Heldentat.
Nachdem Lightning zu Thunderbolt und Patch gestoßen ist um ihnen zu helfen, werden die beiden gefangen genommen. Danach offenbart Lightning, dass er Thunderbolts Serientod nur erfunden hatte, um Thunderbolt loszuwerden und selbst Star der Serie werden zu können, und verschwindet vom Ort des Geschehens.
Patch gelingt es jedoch dann, sich und alle anderen aus den Käfigen zu befreien und aus dem Haus in einen Linienbus zu bringen. Nach einer wilden Verfolgungsjagd, die in einer Sackgasse endet, gelingt es Thunderbolt in einem Handgemenge, Cruella, Jasper und Horace zu überwältigen. Patch löst die Handbremse vom Omnibus. Dieser rollt rückwärts, wodurch die Schurken samt ihrem gestohlenen Lastwagen in der Themse landen, aus der sie von der Polizei und Sanitätern gefischt werden.

## Synchronisation
Die deutschsprachige Synchronisation des Films entstand bei der  Blackbird Music – Musik- und Filmsynchron Produktion GmbH, Berlin. Verfasser des Dialogbuchs war Kai Taschner, Dialogregie führte Andreas Hommelsheim.
| Rollenname        | Englische Synchronstimme | Deutsche Synchronstimme  | Tierart               |
| ----------------- | ------------------------ | ------------------------ | --------------------- |
| Anita             | Jodi Benson              | Judith Brandt            |                       |
| Cruella de Vil    | Susan Blakeslee          | Kerstin Sanders-Dornseif |                       |
| Fernseh-Bösewicht |                          | Tilo Schmitz             |                       |
| Horace            | Maurice LaMarche         | Andreas Mannkopff        |                       |
| Jasper            | Jeff Bennett             | Jochen Schröder          |                       |
| Kleiner Bolt      | Jason Alexander          | Ernst Meincke            | Welsh Corgi Pembroke  |
| Lars              | Martin Short             | Michael Pan              |                       |
| Nanny             | Mary MacLeod             | Luise Lunow              |                       |
| Patch             | Bobby Lockwood           | Kevin Winkel             | Dalmatiner            |
| Perdita           | Kath Soucie              | Diana Borgwardt          | Dalmatiner            |
| Pongo             | Samuel West              | Erich Räuker             | Dalmatiner            |
| Roger             | Tim Bentinck             | Stefan Staudinger        |                       |
| Thunderbolt       | Barry Bostwick           | Thomas Danneberg         | Deutscher Schäferhund |

Als prominente Originalsprecher sind Martin Short und Jason Alexander eingesetzt worden.